# Le Songe de la mère

Le Songe de la mère est un texte datant du début du XIIe siècle, écrit par Guibert de Nogent, un moine, théologien et auteur, qui a été abbé à l'abbaye de Nogent-sous-Coucy au début du XIIe siècle. Situé au 18e chapitre du premier livre de son autobiographie, De vita sua sive Monodiarum libri tres, ce texte relate une vision de l'au-delà et une rencontre avec son père décédé qu'a eu sa mère lors d'un rêve. Le texte s'inscrit dans la tradition de la littérature visionnaire des songes, et le De vita sua semblerait être fortement inspiré par Les Confessions augustiniennes. Le ton de l'œuvre en général est autobiographique et très personnel. Dans la tradition visionnaire, il importe de rappeler que l'œuvre n'est pas qu'un rêve ou une chimère, mais racontée comme un fait vécu, une expérience réelle.

## Le texte

### Auteur
Ce document est écrit par Guibert de Nogent, un moine au couvent de Flay, avant d'être élu abbé de l'abbaye de Nogent-sous-Coucy. Il nous a laissé une bibliographie abondante, à la fois au plan historique qu'au plan théologique. Ses œuvres historiques comptent, notamment, une histoire de la première croisade, Gesta Dei per Francorum, alors que son œuvre théologique compte des titres très sophistiqués, tels qu'une réflexion sur le culte des reliques et des saints. Son œuvre a suscité un renouveau d'intérêt, particulièrement son œuvre autobiographique, De vita sua monodiarum, qui est d'un intérêt particulier pour les historiens souhaitant étudier les mentalités médiévales.

### Manuscrit
La seule copie manuscrite qui existe du De vita sua est un manuscrit incomplet et très imparfait datant du XVe siècle, le Baluze 42, conservé à la Bibliothèque nationale de France. Des extraits de ce texte sont publiés en 1631 par A. Duchesne. En 1651, une édition complète paraît, lorsque Luc Dachéry publie l'entièreté de l'œuvre de Guibert de Nogent. La première édition critique est celle de Georges Bourgin, datant de 1907. La première traduction française est celle de François Guizot, en 1823. Depuis, le De vita sua a été traduit en plusieurs langues, notamment en anglais par C.C. Swinton Bland, en 1925, et en allemand, par Guido Misch, en 1959.

### Résumé
La vision de la mère de Nogent commence lorsqu'elle s'endort un matin. Elle sent alors son âme quitter son corps, après quoi elle est entraînée « à travers une certaine galerie » auprès d'un puits au fond duquel se trouvent «des ombres d'hommes dont la chevelure semblait ravagée par la teigne », lesquels tentent de saisir et de l'entraîner dans ce puits. Ils sont stoppés par l'âme de son mari défunt, qui prend l'apparence de son jeune âge, bien qu'il ne réponde pas à son nom. La mère de Guibert constate les plaies laissées par son tourment, et les cris déchirants de l'enfant mort-né qui le tourmentent, peines dont Guibert nous explique le sens. Il lui affirme que ses prières et ses aumônes lui offrent un répit de ses peines, et lui demande de veiller à une certaine Léodegarde, elle présume qu'elle avait été importante pour lui. Elle voit ensuite un chevalier Renaud être emmené aux enfers, ainsi qu'un des frères de Guibert, qui est condamné à des peines pour avoir juré et invoqué le nom du Seigneur en vain. Plus tard, elle voit une femme dont elle avait été amie au début de sa conversion, être emportée par deux ombres très noires. Au moment de son trépas, elle serait apparue en vision à une autre femme pour la remercier de ce que ses prières l'aient délivré de «sa douleur et de la puanteur». Après sa vision, la mère de Guibert constate la véracité de sa vision en voyant que le chevalier Renaud avait effectivement été mis à mort. Comprenant le sens de cette vision, elle adopte un jeune enfant orphelin. Malgré le fait que cet enfant pleure incessamment, elle persiste d'en prendre soin, voyant en ses pleurs un supplice du diable, qui tente de l'empêcher de faire une bonne action qui aide l'âme de son mari défunt. Plus l'enfant se montre difficile, plus la mère de Guibert sent qu'elle est en train d'aider son mari à être délivré des cris de l'enfant qui le tourmente dans l'au-delà.
Le récit fait un miroir intéressant au récit de la vision de Merchdeorf, où un mari adultère se fait critiquer par sa femme décédée dans l'Au-delà ; mais il ne semble pas y avoir eu d'influence de ce récit sur la vision de la mère de Guibert de Nogent.

## Thèmes

### Conception de l'Au-delà
L'au-delà présenté dans la vision du songe de la mère de Guibert de Nogent correspond en plusieurs points avec l'au-delà présenté dans d'autres visions semblables. Elle est emmenée pour voir les enfers, qui sont un lieu de punition. Un lieu indistinct, sombre, plein de créatures horribles et de souffrance. Le thème du noir, de la noirceur et du sombre est récurrent: elle voit des ombres être tourmentées dans un puits noir, son ancienne amie est emportée par «deux ombres très noires», bref, les enfers sont présentés comme un endroit cauchemardesque, sombre et indistinct . L'image d'une planche au-dessus d'un puits sombre est également similaire à plusieurs images que se font les gens de l'au-delà, et reflète sûrement la croyance selon laquelle le chemin vers le salut est étroit et plein de périls.
D'autre part, on constate que  l'au-delà présenté dans cette vision dénote l'importance des liens entre les vivants et les morts. En effet, les suffrages de la mère de Guibert de Nogent aident à soulager les souffrances de son mari; plus loin, son amie apparaît en vision pour remercier une femme de ses suffrages qui l'ont soulagé «de la souffrance et de la puanteur». Ces liens, donc, relient les morts à leur famille charnelle (la mère de Guibert de Nogent et son mari), mais aussi à leur famille spirituelle (la mère de Guibert de Nogent et son amie).
Un dernier trait de l'au-delà présenté dans cette vision est le lien entre la punition donnée au mort et la faute qu'il a commise de son vivant. Par exemple, les déchirures du lien sacré du mariage méritent à Évrard d'avoir des plaies qui déchirent son flanc; l'enfant né de son adultère, mort avant d'avoir pu être baptisé, le tourmente de ses cris -la souffrance qu'il a infligé à cette âme doit être la sienne aussi. En outre, les suffrages plus classiques -prières, aumônes- sont certes importants, mais s'accompagnent de méthodes plus «personnalisées» à celles de l'âme en punition. C'est ainsi que, pour aider à soulager son mari des cris de l'enfant qui le tourmentent, la mère de Guibert adopte un orphelin dont les pleurs la tourmentent. La faute commise structure ainsi non seulement la punition que subit l'âme, mais la rémission de celle-ci peut être aidée par un partage de l'épreuve avec les survivants du défunt.

### Précurseur au purgatoire
L'historien Jacques Le Goff, dans son ouvrage La naissance du Purgatoire, avance que le récit du songe de la mère de Guibert de Nogent marque un des passages vers la naissance du Purgatoire. Ce passage se produit de deux façons. Premièrement, il se marque d'une façon géographique: le purgatoire n'est pas seulement un état, mais véritablement un lieu physique. Ainsi, la mère de Guibert est emmenée au travers «une certaine galerie», auprès d'un «certain puits», des endroits concrets. Dans un second temps, on constate que les traits caractéristiques du purgatoire sont déjà en train d'apparaître, l'âme du trépassé est mise à souffrir, ses peines sont symboliquement reliées aux fautes commises lors de son vivant, comme pour les expier. C'est ainsi que les plaies infligées aux flancs du père de Guibert de Nogent symbolisent le déchirement des liens sacrés du mariage par l'adultère, et que les cris de l'enfant symbolisent la souffrance du jeune mort-né, jamais baptisé. Par ailleurs, ces souffrances sont non seulement des punitions, mais également un moyen de purgation des péchés. De plus, le texte laisse entrevoir la notion d'être impropre à accéder au salut: lorsque son amie, avec une propension vers «un vain orgueil» arrive aux portes d'un temple, les portes lui sont fermées, comme si elle était indigne de pouvoir y accéder.
Selon l'historien Jean-Claude Schmitt, l'apparition de nouveaux thèmes et croyances dans des visions sert, en quelque sorte, de justification à leur apparition. Le Moyen-Âge est une époque fortement empreinte par un sentiment d'attachement à la tradition, et où la nouveauté suscite la suspicion. La vision apporte donc le poids et la crédibilité d'une intervention surnaturelle à la croyance évoquée -bien que parfois, la crédibilité du visionnaire soit remise en question. Par contre, l'historien Claude Carozzi tend à rejeter cette interprétation; il considère que des visions comme celles-ci témoignent plutôt de l'existence d'un purgatoire dont l'existence de facto précède l'usage généralisé du terme purgatoire pour désigner ce lieu, comme par exemple dans le cas de la vision de Drythelm.

### Mariage et adultère
La vision de la mère de Guibert de Nogent se produit dans un contexte de réforme de l'institution du mariage par l'Église catholique, et nous donne un aperçu à la fois de l'emprise de ces réformes, ainsi que des attitudes plus généralement tenues par les laïcs à propos du mariage et de l'adultère. Elle nous permet par ailleurs d'entrevoir le rôle spirituel que les femmes jouaient au sein de l'unité familiale.
Guibert prend soin de rappeler que sa mère est extrêmement vertueuse d'être demeurée chaste et de ne s'être jamais remariée après le décès de son père. Cela reflète la préférence idéologique et théologique qu'avait l'Église pour la chasteté par rapport au mariage, et l'immense tabou qui existait autour de l'acte sexuel, considéré au mieux comme une nécessité pour la reproduction, au pis, un péché peu importe les circonstances. D'ailleurs, c'est cette même chasteté qui permet à la mère de Guibert de se libérer du sortilège qui empêche le couple de consommer le mariage. Cela correspond en plusieurs points avec une idéologie chrétienne où la femme représente la gardienne de la morale familiale. Les actions de la mère de Guibert correspondent à celle d'une personne qui est responsable de la bonne conduite morale, mais aussi le reflet d'une société où les femmes sont fréquemment vues comme étant l'exemple moral à suivre au sein de l'unité familiale. Guibert souligne, notamment, le souci que sa mère avait eu quant à sa bonne conduite morale et son éducation religieuse, et mentionne à plusieurs reprises comment sa mère est une femme extrêmement pieuse.
Par ailleurs, Guibert nous mentionne que les déchirures au flanc de son père symbolisent «la mépris qu'il avait eu pour la foi conjugale ». L'importance accordée au lien sacré du mariage correspond à un resserrement de la discipline liée au mariage par l'Église au XIe siècle. La répression ecclésiastique du mariage fait partie des nombreuses mesures que l'Église emploie pour réaffirmer son contrôle sur l'institution du mariage, et le contrôle social qu'elle en retire.

## Ouvrages
- Centre universitaire d'études et de recherches médiévales (Aix-en-Provence), Le Diable au Moyen Âge : doctrine, problèmes moraux, représentations, Paris, Champion, 1979.
- João Gomes, « L’Exégèse monastique au XIIe siècle : tropologie, intériorité et subjectivité chez Guibert de Nogent », Bulletin du centre d'études médiévales d'Auxerre | BUCEMA, 2005, n° 9 (ISSN 1954-3093, DOI 10.4000/cem.754, [lire en ligne]).
- Laura M. Grimes, « Gender and Confession: Guibert of Nogent and Gertrud of Helfta as Readers of Augustine », Magistra, 2012, vol. 18, n° 2, p. 3‑19.
- Abbé de Nogent-sous-Coucy Guibert, Autobiographie / Guibert de Nogent ; introduction, édition et traduction par Edmond-René Labande, 1981.
- Jacques Le Goff, La naissance du purgatoire, Paris, Gallimard, 1991.
- James Arthur. Brundage et James Arthur Brundage, Law, sex and Christian society in medieval Europe, Chicago, University of Chicago Press, 1987.
- Ruth Mazo Karras, Sexuality in medieval Europe: doing unto others, 2nd ed., London, Routledge, 2012.
- Howard Rollin Patch, The Other World According to Descriptions in Medieval Literature, S.l., Harvard University Press, 1950.
- Jean-Claude Schmitt, « Récits et images de rêves au Moyen Âge », Ethnologie française, 2003, vol. 33, n° 4, p. 553‑563.
- Ch. Thurot, « GUIBERT DE NOGENT », Revue historique, 1876, vol. 2, n° 1, p. 104-111.